# US Open 2006 (Badminton)
Die US Open 2006 im Badminton fanden vom 8. bis zum 13. August 2006 in Orange, Kalifornien, statt. Das Preisgeld betrug 30.000 US-Dollar.

## Sieger und Platzierte
| Disziplin    | Gold                          | Silber                             | Bronze                          |
| ------------ | ----------------------------- | ---------------------------------- | ------------------------------- |
| Herreneinzel | Yousuke Nakanishi             | Andrew Dabeka                      | Richard Vaughan                 |
| Herreneinzel | Yousuke Nakanishi             | Andrew Dabeka                      | Stephan Wojcikiewicz            |
| Dameneinzel  | Ella Karachkova               | Lee Joo Hyun                       | Eva Lee                         |
| Dameneinzel  | Ella Karachkova               | Lee Joo Hyun                       | Evgenia Dimova                  |
| Herrendoppel | Tony Gunawan Halim Haryanto   | Alexandr Nikolaenko Vitaliy Durkin | Kyle Foley Brian Prevoe         |
| Herrendoppel | Tony Gunawan Halim Haryanto   | Alexandr Nikolaenko Vitaliy Durkin | Evgeny Dremin Sergey Lunev      |
| Damendoppel  | Nina Vislova Valeria Sorokina | Marina Yakusheva Ella Karachkova   | Lee Joo Hyun Grace Peng Yun     |
| Damendoppel  | Nina Vislova Valeria Sorokina | Marina Yakusheva Ella Karachkova   | Irina Ruslyakova Evgenia Dimova |
| Mixed        | Sergey Ivlev Nina Vislova     | Vitaliy Durkin Valeria Sorokina    | Howard Bach Eva Lee             |
| Mixed        | Sergey Ivlev Nina Vislova     | Vitaliy Durkin Valeria Sorokina    | Evgeny Dremin Evgenia Dimova    |

## Finalergebnisse
| Disziplin    | Sieger                        | Finalist                           | Ergebnis            |
| ------------ | ----------------------------- | ---------------------------------- | ------------------- |
| Herreneinzel | Yousuke Nakanishi             | Andrew Dabeka                      | 21:16, 21:13        |
| Dameneinzel  | Ella Karachkova               | Lee Joo Hyun                       | 11:6, Aufgabe       |
| Herrendoppel | Tony Gunawan Halim Haryanto   | Alexandr Nikolaenko Vitaliy Durkin | 21:10, 21:19        |
| Damendoppel  | Valeria Sorokina Nina Vislova | Marina Yakusheva Ella Karachkova   | 21:15, 21:18        |
| Mixed        | Sergey Ivlev Nina Vislova     | Vitaliy Durkin Valeria Sorokina    | 15:21, 21:15, 21:16 |